# Nummer 28
Nummer 28 was de eerste Nederlandse realitysoap, geregisseerd door Joost Tholens en door het productiebedrijf On Air Media Producties geproduceerd voor het jongerenblok "Crash" van de KRO in 1991.
Voor het programma werden zeven beginnende studenten bij elkaar gestopt in een Amsterdams studentenhuis aan Den Texstraat 28, dat voor de gelegenheid door de producent was aangekocht. De toenmalige burgemeester van Amsterdam, Ed van Thijn, kwam het huis op 3 november 1991 openen. De jongeren, allen tussen de 16 en 20 jaar, gingen voor het eerst op kamers, en hun belevenissen, wrijvingen en verhoudingen werden door de camera gedurende enkele maanden gevolgd. De zeven waren geselecteerd uit 450 aanmeldingen. In tegenstelling tot latere varianten op het concept zat er geen spel-element in de uitzending, en werden de bewoners ook niet geïsoleerd van de buitenwereld. Wekelijks was er een uitzending van zo'n 20 minuten, waarin de belevenissen van de bewoners in de afgelopen week getoond werden.
Het budget voor de serie was beperkt. Als kwinkslag stond daarom de fictieve geluidsman “Arno Dinero” op de aftiteling vermeld, verwijzend naar het Spaanse “no dinero”, dat “geen geld” betekent.
Hetzelfde concept werd een jaar later, in 1992, gebruikt door MTV in haar nieuwe serie The Real World, en in een soortgelijk programma bij de BBC. Erik Latour, bedenker van het concept, heeft de claim dat die ideeën waren afgeleid van zijn eigen "Nummer 28"-concept, echter nooit juridisch hard kunnen maken. Ook het programma Een betere buurt van de Evangelische Omroep (2006) steunt op het principe van Nummer 28.